# Cirkus Mammut
Cirkus Mammut er en amerikansk stumfilm fra 1918 af Jerome Storm.

## Medvirkende
- Enid Bennett som Roxie Kemp
- Bliss Chevalier som Mrs. Trent
- Ethel Lynne som Trent
- Melbourne MacDowell som Nat Kemp
- Jack Nelson som Ross